# История Новой Каледонии
История Новой Каледонии фиксируется письменными источниками с момента открытия её Джеймсом Куком в 1774 году, однако к тому моменту она уже была населена канаками.

## История Новой Каледонии до контактов с европейцами
В 1917 году археолог Морис Пирут обнаружил в районе западнее города Коне остатки древней керамики. С 1952 года в Новой Каледонии начались серьёзные археологические изыскания, которые позволили составить представление о её жизни до контактов с европейцами.

### «Традиция Коне»
Термин «традиция Коне» применяется к периоду XIII—II вв. до н. э. Он основывается на большом количестве находок датируемой этим периодом керамики, причём подобная керамика уже не встречается в находках, датируемых I в. до н. э. Керамика периода традиции Коне делится на два типа: керамика типа Лапита, и керамика типа Подтане (название — по месту первой находки). Одни археологи предполагают, что наличие существовавших одновременно двух типов керамики свидетельствует о двух волнах миграции, заселявших остров, другие — что эти два типа керамики применялись для разных нужд. Керамика типа Лапита резко исчезает с I века до н. э., в то время как керамика типа Подтане продолжает встречаться, но уже изменяясь в дизайне.

### «Традиция Найа-Унджо»
В периоде, длившемся с I века до н. э. по XVIII век, археологи выделяют несколько традиций:
- «Традиция Найа I». Керамика этого типа встречается исключительно в прибрежных областях на южном и западном побережье от Бурая до Ле-Мон-Дор.
- «Традиция Найа II». Керамика этого типа также встречается исключительно на юге острова, однако не только на побережье, но и во внутренних областях.
- «Традиция Унджо». Керамика этого типа встречается исключительно в северной части острова; эта культура развилась, судя по всему, незадолго до прибытия европейцев.

Различия в культурах, возможно, объясняются сохранившейся в устной традиции канаков (относящихся к меланезийцам) информации об относительно поздней миграции полинезийцев.

## Первые контакты с европейцами (1774—1841)
4 сентября 1774 года аспирант Колнет, находившийся на борту шлюпа «Resolution» во время второй кругосветной экспедиции Джеймса Кука, заметил остров, который был назван Куком «Новой Каледонией» в честь древнего названия его родины — Шотландии. 5 сентября, когда Кук и его команда высадились на северо-восточном побережье острова, состоялся первый контакт между аборигенами и европейцами. После этого экспедиция Кука проплыла вдоль восточного побережья острова, и 23 сентября открыла остров Пен.
Предполагается, что в 1788 году вдоль западного побережья острова прошла экспедиция Лаперуза незадолго до своей гибели на островах Санта-Крус. В 1791 году разыскивавший следы экспедиции Лаперуза Жозеф д’Антркасто миновал западный берег Новой Каледонии по пути к Тонга. Первым нанёс точное расположение острова на карту французский исследователь Дюмон-Дюрвиль в 1827 году.
С 1793 года к острову стали проявлять интерес китобои, так как сюда на зиму от Австралии уходили горбатые киты. Однако серьёзные контакты между островитянами и европейцами начались тогда, когда европейцев заинтересовало произрастающее здесь сандаловое дерево. В начале 1850-х годов на острове Ну (современное Нумеа) поселился с несколькими членами своей семьи британский торговец Джеймс Пэддон.

## Колониальный период (1841—1944)

### Первые европейские поселения
С 1841 года на острове Пен и островах Луайоте поселились протестантские миссионеры из Лондонского миссионерского общества, а в 1842 году была основана миссия Туару на южной оконечности Новой Каледонии, однако вскоре миссионеры с Пена и Туару были изгнаны (а вот острова Луайоте и по сей день остаются оплотом протестантизма). В 1843 году миссию попытались основать католики из Братства Девы Марии, ведомые епископом Дуарром, однако в 1847 году они также были изгнаны с острова, хотя им и удалось закрепиться на Пене. Миссионеры принесли с собой неизвестные ранее болезни, от которых сильно пострадали аборигены.
Две миссионерские организации обратились к своим покровителям, чтобы те помогли им закрепиться на Новой Каледонии: протестанты обратились к Великобритании, католики — к Франции. Помимо миссионеров, были и другие ходатаи о колонизации: британские поселенцы в Австралии старались обеспечить за Великобританией тихоокеанские острова, а французы искали место с тёплым климатом для организации места ссылки.

### Приход французов (1851—1853)
В 1850 году офицеры французского корвета «L’Alcmène» осмотрели Новую Каледонию на предмет организации мужской тюрьмы, и сочли её подходящей для этой роли. Ознакомившись с их отчётом, Наполеон III отправил несколько военных судов для установления французской власти над островами. 24 сентября 1853 года контр-адмирал Фебрье-Деспуант провозгласил Новую Каледонию французской колонией, а 29 сентября договорился об аннексии острова Пен с вождём Вендегу. Главой колонии стал имперский комиссар, возглавляющий Протекторат Таити. 25 июня 1854 года на юго-западе острова Новая Каледония была основана французская военная база, впоследствии выросшая в город Нумеа.

### Ссыльные или свободные поселенцы? (1860—1895)
В 1860 году Новая Каледония была выделена из Протектората Таити в отдельную колонию, её первым губернатором стал контр-адмирал Гильом. Задачей губернатора было создание тюрьмы, а также выделение земель для тех осуждённых, кто пожелал бы жить на свободе, но при этом пробыть на острове вдвое больше, чем предусмотрено приговором (такая политика стимулировала ссыльных остаться на острове навсегда). Также в обязанности губернатора входило создание структуры административного управления для аборигенов.
Транспорты со ссыльными прибывали на Новую Каледонию с 1864 по 1897 годы. После разгрома Парижской коммуны военные суды, созданные правительством Тьера, сослали сюда много коммунаров. В 1874 году шестеро коммунаров смогли бежать, что послужило поводом для смены губернатора и расширения его полномочий: теперь губернатор являлся ещё и главой тюрьмы.
Помимо ссыльных, на Новую Каледонию прибывали и свободные поселенцы. Это были исключительно фермеры, которые селились вдоль западного побережья острова. В 1866 году Жюль Гарнье обнаружил залежи никеля, разработка которых привлекла торговцев и вызвала на несколько лет финансовую лихорадку.
В 1895 году губернатор Поль Фелле прекратил практику присылки ссыльных, и начал во Франции кампанию, результатом которой стала волна организованных переселенцев, однако их надежды на культивацию кофе закончились провалом. В 1910-х годах началась миграция из стран Азии, эти переселенцы шли работать шахтёрами. В 1920-х годах была ещё одна волна миграции: переселенцы из северной Франции рассчитывали выращивать в Новой Каледонии хлопок, но их надежды также оказались тщетными.

### Земля и аборигены (1855—1944)
Новая Каледония, наряду с Алжиром, была французской колонией, в которую ехали переселенцы. Индивидуальная миграция и несколько волн организованных переселений привели к тому, что численность переселенцев из Европы и их потомков сравнялась с численностью аборигенов. Так как иммиграция была важна для колониальных властей, одной из основных задач было обеспечение переселенцев землёй.
Объявив архипелаг своим, французское государство объявило себя в прокламациях 1855 и 1862 годов и собственником всей его земли. Декрет от 22 января 1868 года выделил часть земли для канаков, однако его положения были составлены так, что часть земель, выделенных меланезийцам, в итоге оказалась в собственности переселенцев. Декретами от 1874 и 1881 годов был введён свод законов для аборигенов, полностью вступивший в силу в Новой Каледонии в 1887 году; за меланезийцами не признавалось никаких гражданских прав, а закреплялись только личные, касающиеся верований и обычаев. Аборигены должны были платить налоги, их могли привлекать к работе на администрацию или переселенцев, губернатор назначал вождей племён и «больших вождей» и определял их полномочия, запрещались колдовские практики. В 1897 году французское правительство решило собрать всех канаков в резервациях, выделив для них земли из расчёта по три гектара на человека; тем самым был полностью отменён сделанный в 1868 году раздел земель. Однако власти регулярно урезали даже эти земли, чтобы наделить участками новых переселенцев, и площадь резерваций сократилась с 320 000 га в 1898 году до 124 000 га в 1902 году.
Неизвестные ранее болезни, алкоголизм, войны (у собранных на небольшой площади аборигенов происходили обострения межклановых противоречий) привели к сокращению численности коренного населения: если в 1774 году численность островитян оценивалась в 40—80 тысяч человек, а в 1853 — в 50 тысяч человек, то в 1901 году их было 29 206, а в 1921 — 27 100.
Канаки пытались бороться против угнетения. Если в период с 1853 по 1878 годы попытки восстаний были небольшими и локальными, и легко подавлялись властями, то в 1878 году разразилось гигантское восстание под руководством «большого вождя» Атаи, приведшее к гибели многих поселенцев. Для его подавления колониальная администрация использовала вражду между меланезийцами, в результате чего Атаи был убит и обезглавлен другими канаками, и его голова была отправлена в Париж. В 1917 году в северной части острова поднял восстание вождь Ноэль Дуа, однако он также был обезглавлен канаками.
В 1931 году группа канаков демонстрировалась в клетке на Международной колониальной выставке.

### Вторая мировая война (1940—1945)
Во время Второй мировой войны Новая Каледония уже в 1940 году присоединилась к Свободной Франции, и впоследствии стала важной тыловой базой для США во время войны на Тихом океане. С 12 марта 1942 года на Новую Каледонию стали прибывать десятки тысяч людей, которые строили аэродромы, оборудовали госпитали и т. п. Их присутствие в течение нескольких лет привело к тому, что в Новой Каледонии появились черты американского образа жизни.

## Современная история (после 1944)

### Автономия, централизация, экономическое развитие (1944—1973)
Вторая мировая война ознаменовала начало процесса деколонизации. Ордонансом от 7 марта 1944 года был отменён «Кодекс аборигенов», Закон Ламина Гея в 1946 году дал полное французское гражданство всем, включая аборигенов, а статут от 20 сентября 1947 года гарантировал политическое равенство и доступ ко всем институтам. Канаки получили свободу передвижения, право собственности и гражданские права. Право голоса канаки теоретически получили ещё в 1946 году, однако вводилось оно постепенно из-за локальных дебатов относительно возможности системы двухступенчатых выборов: фактически в 1946 году право голоса получили лишь 267 членов элиты меланезийцев, акт от 23 мая 1951 года расширил избирательную базу на заморских территориях, позволив голосовать 60 % взрослых меланезийцев, а всеобщее избирательное право было введено декретом от 22 июля 1957 года.
В рамках административной реформы, проведённой в 1957 году Гастоном Дефером, Новая Каледония получила статус «заморской территории». Однако процесс деколонизации, начавшийся в 1960-х годах, отбросил систему управления назад: в 1963 году Управляющий Совет был поставлен под контроль губернатора, а закон Бийота 1968 года лишил Территориальную ассамблею большинства прав, включая вопросы, связанные с добычей никеля.
Рост численности канаков после 1945 года побудил власти метрополии стимулировать иммиграцию на остров, в особенности с Уоллиса и Футуны; иммиграция подстёгивалась «никелевым бумом», что давало новоприбывшим радужные экономические перспективы. С 1969 по 1976 годы численность населения острова выросла на 20 %, при этом около 20 тысяч человек было иммигрантами. Хотя численность канакского населения обычно превышала численность «европейцев» (55 тысяч канаков против 50 тысяч «белых» в 1976 году), они никогда не составляли большинства, так как на острове имелось ещё около 20 тысяч человек, принадлежавших к другим группам (азиаты, полинезийцы, отдельно выделялись выходцы с Уоллиса и Футуны).

### Зарождение движения за независимость (1968—1984)
После событий мая 1968 года («деголлевская централизация») стали проявляться диспропорции в распределении земель по отношению к традиционным кланам, в эти же годы началось провозглашение независимости государствами Океании (Западное Самоа в 1962, Науру в 1968, Тонга в 1970, Папуа — Новая Гвинея в 1975, Соломоновы Острова и Тувалу в 1978, Кирибати в 1979, Вануату в 1980). В таких условиях начали формироваться организации канаков, ставящие целью провозглашение независимости Новой Каледонии, самыми известными из которых были «Foulards Rouges» и «Groupe 1878». В декабре 1975 года на конгрессе в Темала «Foulards Rouges» и «Groupe 1878» объединились в Партию освобождения канаков (ПаЛиКо).
Однако если эти партии стремились к созданию многонационального государства, то работы европейских этнологов и антропологов (Мориса Ленхарда, Мориса Ленормана и др.), продемонстрировавшие существование канакской идентичности, породили среди ряда интеллектуалов стремление к провозглашению независимости на культурной основе. В 1975 году Жан-Мари Тжибау организовал меланезийский фестиваль искусств «Меланезия 2000», в 1977 году на конгрессе в Бурали Каледонский союз под его влиянием провозгласил своей целью стремление к независимости, а в 1979 году Каледонский союз и ПаЛиКо объединились в Фронт Независимости.
Оппоненты сепаратистов в 1977 году создали партию Каледония в составе Республики во главе с Жаком Лафлё.

### «События» (1984—1988)
В 1981 году президентом Франции был избран Франсуа Миттеран, и начался рост напряжённости между правящей Социалистической партией и местными националистами. В 1984 году, будучи недовольным статусом для заморских территорий, предложенным госсекретарём Жоржем Лемуаном, а также развитием ситуации в некоторых чувствительных областях (в частности, касающихся распределения земли), Канакский социалистический фронт национального освобождения (который заменил Фронт Независимости) бойкотировал местные выборы, блокировал дороги и объявил о создании «Временного канакского правительства» во главе с Тжибау. Так начались четыре года конфликта, ставшего известным под названием «События». Со смертью возглавлявшего Каледонский союз националиста Элои Машоро началась эскалация конфликта, постепенно перешедшего в гражданскую войну. Центральное правительство было вынуждено ввести чрезвычайное положение, длившееся с января по июнь 1985 года.
Кульминацией конфликта стал состоявшийся в 1988 году на острове Увеа захват заложников, в качестве условий для освобождения которых было выдвинуто немедленное предоставление независимости Новой Каледонии. Однако французское правительство отвергло какие-либо переговоры и осуществило силовую акцию, в ходе которой были убиты 19 канаков, причём большая часть их была убита уже после прекращения сопротивления; никто из заложников не пострадал.

### «Трёхстороннее соглашение»
Общественность была шокирована трагедией на Увеа и непропорциональным использованием силы властями, и французская администрация была вынуждена пойти на значительные уступки. 26 июня 1988 года премьер Мишель Рокар и Жан-Мари Тжибау заключили Матиньонские соглашения, упразднив должность верховного комиссара, ранее осуществлявшего прямое управление Новой Каледонией, и договорившись о 10-летнем переходном периоде, после которого должен быть проведён референдум о независимости.
Сам Тжибау был убит в мае 1989 года.
По мере приближения срока проведения референдума, когда стало ясно, что большинство населения Новой Каледонии скорее всего выскажется «против» независимости, партия «За Каледонию в составе Республики» и сепаратисты решили заключить новое соглашение. 5 мая 1998 года было подписано соглашение в Нумеа, признававшее как положительные, так и отрицательные стороны колонизации, и существование «двух легитимных сторон» (канаков с одной стороны, и различных общин, принявших участие в современной истории Новой Каледонии — с другой). Оно предусматривало предоставление Новой Каледонии высокой степени автономии и охрану канакской культуры, включая использование канакских мотивов в государственной символике.
Проведение всенародного опроса о независимости предусматривалось подписанным в 1998 году Нумейским соглашением о последовательной деколонизации этого французского архипелага. Это соглашение подразумевало возможность проведения трёх референдумов о независимости Новой Каледонии, первый из которых прошёл в 2018 году, второй прошёл прошёл в 2020 году, а третий прошёл в 2021 году. Ни на одном из них сторонникам независимости не удалось набрать большинства голосов.
В мае 2024 года после внесения поправок в конституцию, которые разрешили бы участвовать в голосованиях мигрантам, прибывшим в Новую Каледонию после заключения Нумейского соглашения в 1998 году, в Новой Каледонии начались протесты, переросшие в беспорядки.
12 июля 2025 года власти Франции согласовали с Новой Каледонией вопрос о создании нового государства. Париж предоставит Новой Каледонии широкую автономию. Новой стране будет позволено вести собственную международную политику.